# سوزان جيلمان
سوزان جيلمان (بالإنجليزية: Susan Gelman)‏ هي عالمة نفس أمريكية، ولدت في 24 يوليو 1957.